# Dale Horvath
Dale Horvath est un personnage principal de la série télévisée The Walking Dead. Il est interprété par Jeffrey DeMunn et doublé en version française par Jean-Luc Kayser.

## Biographie fictive

### Saison 1
C'est le vétéran du groupe de survivants à Atlanta, un homme optimiste et sage d'une soixantaine d'années qui a cependant beaucoup souffert. Sa sagesse et ses outils en tout genre sont d'une aide précieuse pour le groupe. Il construit une relation quasi paternelle avec les deux sœurs Andrea et Amy. Il est le gardien du groupe et fait office de guetteur en raison de son âge, surveillant les alentours du camp du haut de son camping car plutôt que de prendre part aux expéditions ou missions diverses. Il porte presque toujours son bob, mais quand il l'enlève on peut voir qu'il est chauve.
Il risque sa vie pour sortir Andrea du bunker de Jenner qui explose à la fin de la saison, disant qu'il éprouve trop d'affection pour elle et qu'il préfère mourir en sa compagnie plutôt que de retourner affronter une vie dans un monde apocalyptique où elle ne sera pas à ses côtés.

### Saison 2
Depuis que Dale a surpris Shane pointant son arme sur Rick, il se méfie de lui et pense qu'il cache une personnalité instable, voire foncièrement mauvaise. Le vieil homme est persuadé que Shane a tué Otis pour s'en sortir, contrairement à l'histoire qu'il a raconté aux autres. Ainsi, il s'inquiète une fois de plus pour Andrea qui entretient une liaison avec l'ancien policier.
Dans l'épisode Déjà plus ou moins mort, Dale essaie de cacher les armes du groupe pour éviter le massacre de la grange encouragé par Shane mais il se fera surprendre par ce dernier.
Dans l'épisode Juge, Juré et Bourreau, Dale tentera de persuader le groupe d'épargner le jeune Randall, alors que Rick et Shane désirent le tuer pour se protéger des autres membres de son groupe qu'il pourrait prévenir. Il meurt un peu plus tard lorsque, lors d'une promenade nocturne dans les champs, il est éventré par un rôdeur : c'était le même qui avait réussi à s'extraire d'une mare de boue non loin de la ferme, attiré et énervé par Carl. Celui-ci se confie à Shane, lui disant qu'il lui avait jeté des cailloux. Le jeune garçon comprend alors qu'il est en grande partie responsable de la mort de Dale. Daryl abrège les souffrances du vieil homme et évite sa réanimation en lui tirant une balle dans la tête. Il est enterré le lendemain, à côté de Sophia Peletier, sur le terrain de la ferme Greene.
La culpabilité pour sa mort sera le déclencheur qui fera grandir Carl pour de bon, et son plaidoyer pour épargner Randall influencera finalement Rick, qui en vient aux mains avec Shane quand il désire le relâcher loin de la ferme au lieu de le tuer.